# Einwohnerentwicklung von Opole

Stadtwappen

Dieser Artikel gibt die Einwohnerentwicklung von Oppeln/Opole tabellarisch und grafisch wieder.
Am 31. Dezember 2020 betrug die Amtliche Einwohnerzahl für Opole 127.839. Die höchste Einwohnerzahl hatte Opole nach Angaben der GUS im Jahr 1994 mit 130.624 Einwohnern.

## Einwohnerentwicklung
- 1939 – 52 997
- 1946 – 27 666
- 1950 – 38 464 (a)
- 1955 – 55 576
- 1960 – 63 500 (a)
- 1961 – 65 800
- 1962 – 66 900
- 1963 – 68 800
- 1964 – 70 700
- 1965 – 75 719
- 1966 – 77 500
- 1967 – 84 000
- 1968 – 85 800
- 1969 – 87 400
- 1970 – 86 900 (a)
- 1971 – 87 780
- 1972 – 89 900
- 1973 – 92 600
- 1974 – 96 820
- 1975 – 105 998
- 1976 – 108 300
- 1977 – 111 100
- 1978 – 111 300 (a)
- 1979 – 114 000
- 1980 – 116 669
- 1981 – 118 196
- 1982 – 120 473
- 1983 – 121 931
- 1984 – 123 951
- 1985 – 126 068
- 1986 – 127 549
- 1987 – 128 224
- 1988 – 126 452 (a)
- 1989 – 127 653
- 1990 – 128 429
- 1991 – 128 914
- 1992 – 129 554
- 1993 – 129 978
- 1994 – 130 624
- 1995 – 130 219
- 1996 – 130 555
- 1997 – 130 119
- 1998 – 129 553
- 1999 – 129 469
- 2000 – 128 927
- 2001 – 128 591
- 2002 – 129 342 (a)
- 2003 – 128 827
- 2004 – 128 864
- 2005 – 128 268
- 2006 – 127 602
- 2007 – 126 748
- 2008 – 126 203
- 2009 – 125 792

| Jahr | Einwohner | Anmerkungen |
| ---- | --------- | --- |
| 2010 | 125 710   | |
| 2011 | 122 625   | Stand am 31. März (Volkszählungsergebnis) |
| 2011 |           | Stand am 31. Dezember |
| 2012 | 122 120   | Stand am 30. Juni |
| 2013 | 121 272   | Stand am 30. Juni |
| 2013 | 120 146   | Stand am 31. Dezember |
| 2014 | 119 574   | |
| 2015 | 119 465   | |
| 2016 | 118 722   | |
| 2017 | 128 140   | Eingemeindung der Orte Borrek (Borki), Chmiellowitz (Chmielowice), Czarnowanz (Czarnowąsy), Finkenstein (Brzezie), Horst (Świerkle), Krzanowitz (Krzanowice), Sławice (Slawitz), Winau (Winów), Wrzoski (Wreske) und Zirkowitz (Żerkowice) am 1. Januar 2017. |
| 2018 | 128 137   | |
| 2019 | 128 035   | |
| 2020 | 127 839   | |

a = Volkszählungsergebnis

## Nationalitäten
Die Volkszählung aus dem Jahr 2002 ergab folgendes Ergebnis bei einer Einwohnerzahl von 129.946:
| Nationalität (Ethnie) | Anzahl  | Prozentzahl |
| --------------------- | ------- | ----------- |
| polnisch              | 116.759 | 89,85 %     |
| deutsch               | 3279    | 2,5 %       |
| schlesisch ¹          | 921     | 0,71 %      |
| Roma                  | 178     | 0,14 %      |

¹ schlesisch wird als Nationalität nicht anerkannt, trotzdem ist dieser Begriff bei der Volkszählung 2002 angewendet worden
2002 war nur die Nennung einer Nationalität möglich.
Die Volkszählung aus dem Jahr 2011 ergab folgendes Ergebnis bei einer Einwohnerzahl von 122.625:
| Nationalität (Ethnie) | Anzahl  | Prozentzahl |
| --------------------- | ------- | ----------- |
| polnisch              | 116.608 | 95,1 %      |
| deutsch               | 2408    | 2,0 %       |
| schlesisch ¹          | 4593    | 3,7 %       |
| ohne Angabe           | 3361    | 2,7 %       |

2011 war die Nennung von zwei Nationalitäten möglich. Deshalb ist die Addition der Nationalitäten zu einer Summe nicht möglich.

## Stadtfläche
- 1995 – 96,21 km²
- 2006 – 98,55 km²
- 2009 – 96,55 km²[6]
- 2017 – 148,99 km²